# نيك رحال
نيك جو رحال الثاني (بالإنجليزية: Nick Rahall)‏ (ولد في 20 مايو 1949) هو سياسي أمريكي سابق والعضو في الحزب الديمقراطي والممثل لفرجينيا الغربية في مجلس النواب الأمريكي من العام 1977 حتى 2015.